# Parada Inglesa

Nota: Para ver sobre a estação de metrô, consulte Estação Parada Inglesa
Parada Inglesa é um bairro da Zona Nordeste de São Paulo. O bairro integra o distrito do Tucuruvi, portanto está na subprefeitura de Santana-Tucuruvi, região cada vez mais valorizada pelo desenvolvimento imobiliário e comercial das últimas décadas. Uma área que combina o contato com a natureza ao prazer de morar próximo a uma grande estrutura de comércio e serviços. Possui uma estação de Metrô, a Parada Inglesa, que fica na Linha 1-Azul. O apresentador João Kléber nasceu no bairro.

## História

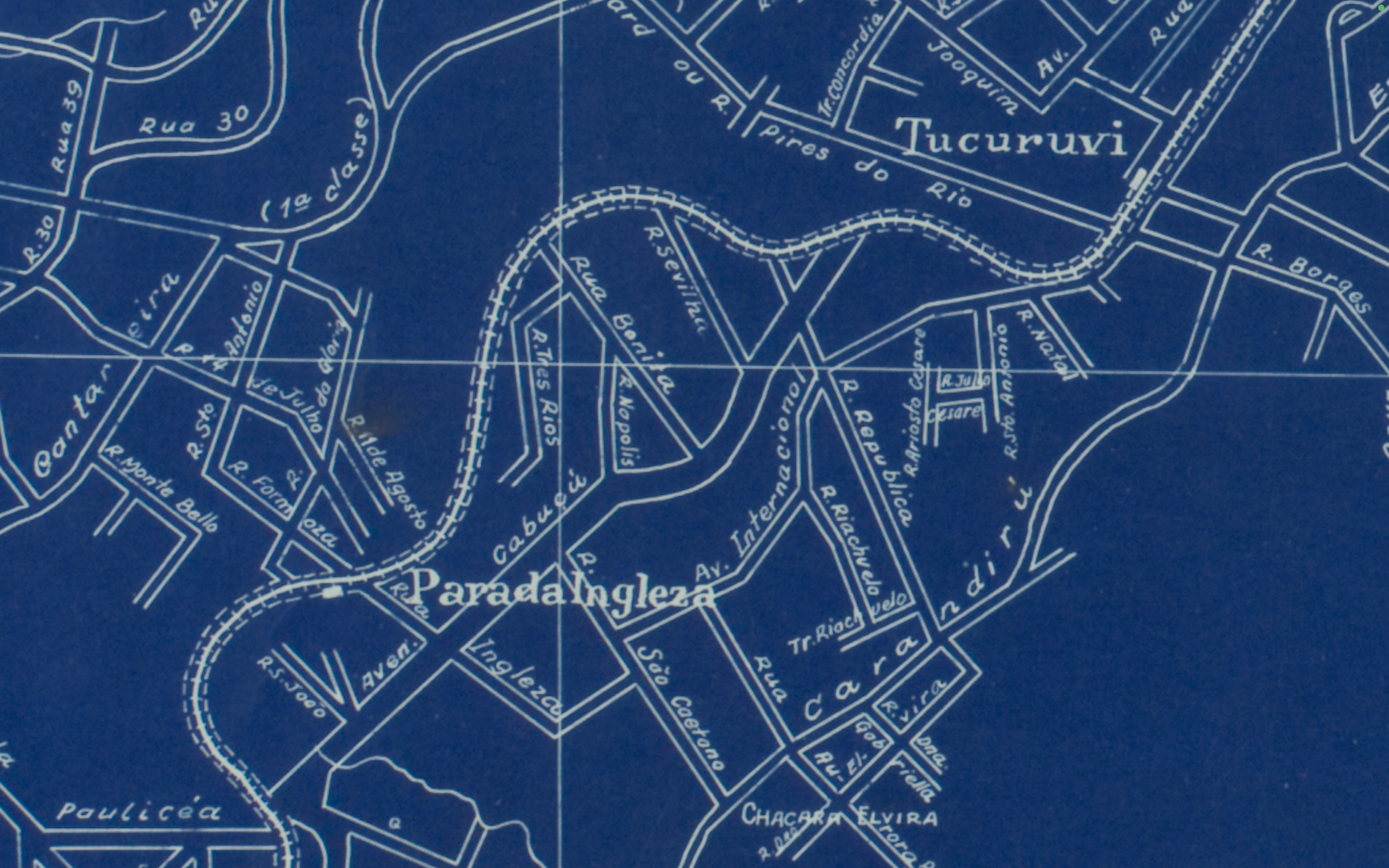
Primeiras vias do bairro. (1930).

O nome "Parada Inglesa" teve origem graças a um morador inglês chamado William Harding, que no século XIX era dono de grande parte das terras na região. Conta-se que, certa vez, Willian Harding estava na estação de trem da antiga Estrada de Ferro Cantareira quando parou de se mover por dias (evento atribuído por alguns à epilepsia), o que chocou a população local. 

### Características
Parada Inglesa é, de forma geral, residencial. Construtoras têm feito prédios voltados a classe média-alta. De comércio, destacam-se supermercados, farmácias, padarias e muitos restaurantes e bares, principalmente aqueles localizados na Avenida Luiz Dumont Villares (chamada também de "Avenida Nova"), uma das mais conhecidas vias da zona norte.
A proximidade dos bairros de Santana, Jardim São Paulo, Jardim França e Tucuruvi conhecidos pela presença de importantes áreas verdes da capital, faz da Parada Inglesa um dos lugares mais completos e bem localizados da região norte da capital paulista. Edifícios de alto padrão têm dado uma característica ímpar ao local, que também oferece diversas opções de lazer como o SESC Santana e ruas calmas e bem arborizadas. Também está perto de uma das maiores bibliotecas públicas da capital, a Biblioteca de São Paulo, construída no antigo prédio do Carandiru. Uma ótima opção de lazer para a família.
E como a mobilidade faz parte da história da Parada Inglesa, o bairro tem um terminal de ônibus com várias linhas disponíveis integrado a estação de metrô garantindo facilidade para quem não quer tirar o carro da garagem todos os dias. A região é cortada pela famosa avenida Luiz Dumont Villares, que permite deslocamento rápido para o centro da cidade. Também está próxima à avenida Nova Cantareira, uma das principais vias da Zona Norte.
Para quem gosta de estar próximo a grandes centros comerciais a Parada Inglesa não poderia ser melhor. Em poucos minutos é possível chegar a um dos maiores shoppings da cidade, o Center Norte, com mais de 300 mil metros quadrados divididos entre lojas, cinemas, restaurantes e estacionamento. Já o Lar Center, especializado em decoração, é outro importante centro comercial pertencente ao complexo. A região recebeu em 2013 o novo Shopping Metrô Tucuruvi, que promete aquecer ainda mais a economia do distrito.
Morar na Parada Inglesa é unir o conforto da cidade ao clima tranquilo de uma área que privilegia o verde. Dos trilhos da antiga estação de trem ao moderno bairro de hoje, a Parada Inglesa mostra que soube crescer e fazer da qualidade de vida o orgulho de seus moradores.

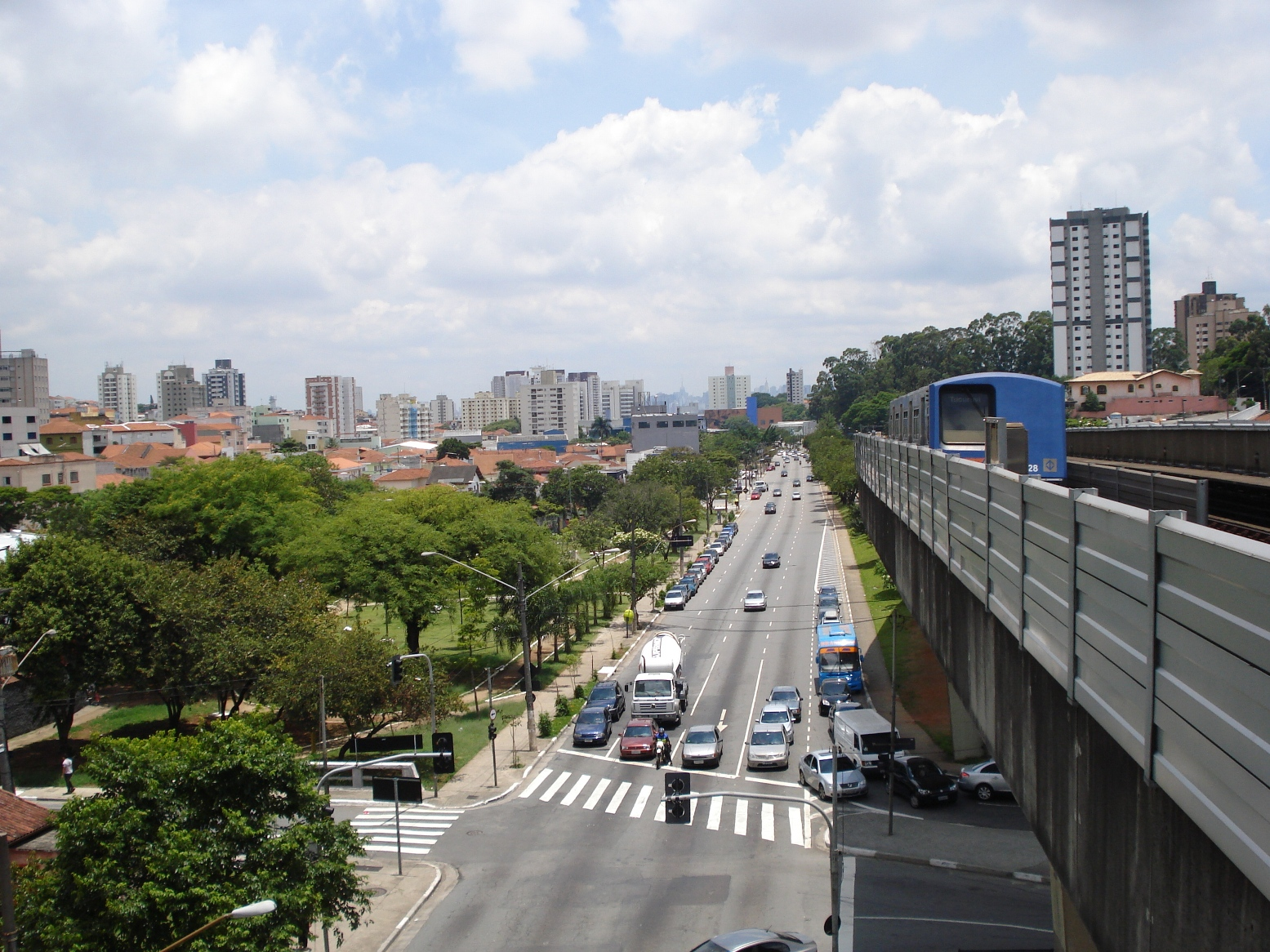
Avenida Luiz Dumont Villares